# Tervasaari (ö i Södra Savolax, Nyslott, lat 62,01, long 28,87)
Tervasaari är en ö i Finland. Den ligger i sjön Kolponen och i kommunen Nyslott i  landskapet Södra Savolax, i den sydöstra delen av landet, 290 km nordost om huvudstaden Helsingfors. Öns area är 3,4 hektar och dess största längd är 230 meter i sydväst-nordöstlig riktning.